# Flash Gordon (serial)
Flash Gordon es un serial cinematográfico de superhéroes de 1936. Presentada en 13 capítulos, es la primera aventura en la gran pantalla de Flash Gordon, el personaje de cómic creado por Alex Raymond en 1934. Narra la historia de la visita de Gordon al planeta Mongo y sus encuentros con el malvado emperador Ming el Despiadado. Buster Crabbe, Jean Rogers, Charles Middleton, Priscilla Lawson y Frank Shannon interpretan a los personajes principales de la película. En 1996, Flash Gordon fue seleccionada para su conservación en el National Film Registry de los Estados Unidos por la Biblioteca del Congreso por ser "cultural, histórica o estéticamente significativa".

## Reparto
- Buster Crabbe como Flash Gordon
- Charles B. Middleton como Ming el Despiadado
- Jean Rogers como Dale Arden
- Priscilla Lawson como la princesa Aura
- Frank Shannon como Dr. Alexis Zarkov
- Richard Alexander as Prince Barin
- Jack Lipson como King Vultan
- Theodore Lorch como Second High Priest
- James Pierce como Prince Thun
- Duke York como el rey Kala
- Earl Askam como oficial Torch
- Lon Poff como el Primer sumo sacerdote (sin acreditar)
- Richard Tucker como el profesor Gordon
- George Cleveland como el profesor Hensley
- Muriel Goodspeed como Zona

Notas del reparto:
- Eddie Parker fue el doble de luces y doble de riesgo de Buster Crabbe.[3]
- Crash Corrigan, que más tarde protagonizaría otras series, vistió un traje de gorila modificado para interpretar al "orangopodo" que aparece en los capítulos 8 y 9.[3]
- Glenn Strange en papeles no acreditados, vistió el traje de dragón con pinzas de langosta "Gocko" y también aparece como uno de los soldados de Ming.[4]
- Richard Alexander ayudó a diseñar su propio traje, que incluía una coraza de cuero pintada de dorado.[3]
- Los primeros historiadores cinéfilos afirmaron que el actor Lon Poff, que interpretaba al primero de los dos sumos sacerdotes de Ming, murió poco después de comenzar la producción y fue sustituido por Theodore Lorch.[cita requerida] Sin embargo, en realidad solo murió el personaje de Poff, o más bien fue asesinado por Ming en un acto de furia y sustituido por el sumo sacerdote de Lorch, pero la escena fue eliminada del montaje final. Poff no murió hasta 1952.[cita requerida]

## Producción
- Según Harmon y Glut, Flash Gordon contó con un presupuesto de más de un millón de dólares.[3]  Sin embargo, Stedman escribe que, "según se informa", fue de 350 000 dólares estadounidenses (equivalentes a 7,9 millones de dólares en 2024).[5]
- Muchos de los accesorios y otros elementos de la película fueron reciclados de producciones anteriores de Universal. Los decorados de la torre de vigilancia utilizados en Frankenstein (1931) vuelven a aparecer como varios interiores del palacio de Ming. Una de las grandes estatuas egipcias que se ven en The Mummy (1932) es el ídolo del gran Dios Tao. El decorado del laboratorio y una toma de la Luna pasando a toda velocidad junto a la nave espacial de Zarkov que regresa del espacio son de The Invisible Ray (1936). El cohete espacial de Zarkov y las escenas de bailarines agolpándose alrededor de un ídolo gigantesco se reutilizaron de Just Imagine (1930). El ataque de Ming a la Tierra es material de archivo de antiguos noticiarios mudos, y todo un segmento de baile es de The Midnight Sun (1927), mientras que parte del equipo del laboratorio proviene de Bride of Frankenstein (1935).[3] La música también se recicló de otras películas, en particular Bride of Frankenstein, Bombay Mail, The Black Cat (ambos de 1934), Werewolf of London (1935), y The Invisible Man (1933).[5]
- Crabbe se tiñó el pelo de rubio para parecerse más al personaje de cómic Flash Gordon. Según se dice, le daba mucha vergüenza y llevaba siempre el sombrero puesto en público, incluso en presencia de mujeres. No le gustaba que los hombres le silbaran.[3] Jean Rogers también se tiñó el pelo de rubio antes del rodaje, "aparentemente para aprovechar la popularidad de Jean Harlow". En realidad, el color natural del pelo de ambos actores era castaño.[3]
- Según la obra de referencia The Great Movie Serials: Their Sound and Fury (1973) de Jim Harmon y Donald Glut, el maquillaje y el vestuario de Ming se diseñaron para parecerse a Fu Manchú, un "supervillano" ficticio popularizado en las primeras películas de Hollywood y en una serie de novelas publicadas por primera vez en Inglaterra en 1913.[3][6]
- Las tomas exteriores, como los primeros pasos de la tripulación terrestre en Mongo, se rodaron en Bronson Canyon.[3]

## Estreno y recepción
Universal esperaba recuperar al público adulto para las series con el estreno de Flash Gordon y presentándola en muchos de los mejores cines o cines de "nivel A" de las grandes ciudades de Estados Unidos. En 1936, varios periódicos, incluidos algunos que ni siquiera publicaban la tira cómica de Flash Gordon, dedicaron medio y tres cuartos de página a la película, además de incluir copias de los dibujos de Raymond y fotogramas publicitarios que destacaban a los personajes y los escenarios de los capítulos.
La película fue la primera serie de ciencia ficción propiamente dicha,[cita requerida] aunque series anteriores habían contenido elementos de ciencia ficción, como artilugios. Seis de las catorce series estrenadas en los cinco años posteriores a Flash Gordon eran de ciencia ficción.
Para su distribución en televisión en la década de 1950, la serie pasó a llamarse Space Soldiers, para no confundirse con la nueva serie de televisión, también distribuida, Flash Gordon.
La serie también se editó en una versión de 72 minutos en 1936, que solo se exhibió en el extranjero, hasta que se estrenó en Estados Unidos en 1949 como Rocket Ship, de Filmcraft Pictures, de Sherman S. Krellberg. 
En 1966 se vendió directamente a la televisión una versión diferente de la serie, de 90 minutos de duración, con el título Spaceship to the Unknown.
Flash Gordon fue la segunda película más taquillera de Universal en 1936, después de Three Smart Girls, un musical protagonizado por Deanna Durbin. Sin embargo, el Código Hays se opuso a los trajes reveladores que llevaban Dale, Aura y los demás personajes femeninos. En respuesta a esas objeciones, Universal diseñó trajes más recatados para las intérpretes femeninas en las dos secuelas de la película.
En su reseña de la película en la guía de referencia Radio Times Guide to Films de 2015, Alan Jones describe Flash Gordon como "una película llena de emoción en la que Flash lucha contra un adversario tras otro", y afirma que es "la mejor de la trilogía de Crabbe de películas de Flash Gordon".

## Lista de capítulos
1. "The Planet of Peril"
2. "The Tunnel of Terror"
3. "Captured by Shark Men"
4. "Battling the Sea Beast"
5. "The Destroying Ray"
6. "Flaming Torture"
7. "Shattering Doom"
8. "Tournament of Death"
9. "Fighting the Fire Dragon"
10. "The Unseen Peril"
11. "In the Claws of the Tigron"
12. "Trapped in the Turret"
13. "Rocketing to Earth"

## Secuelas
Tras la popular producción de 1936, se rodaron dos secuelas de Flash Gordon, también en forma de serie y protagonizadas por Buster Crabbe: Flash Gordon's Trip to Mars (15 capítulos) en 1938, sintetizada en un largometraje titulado Flash Gordon: The Deadly Ray from Mars, y en 1940 Flash Gordon Conquers the Universe (12 capítulos). Entre el estreno de estas dos últimas producciones, Crabbe protagonizó una serie de ciencia ficción de Universal totalmente independiente, pero con una estructura similar, en la que interpretaba a Buck Rogers, otro personaje popular que también aparecía en revistas, tiras cómicas y programas de radio a finales de la década de 1920 y en la de 1930.